# Furgler
Furgler är ett berg i Österrike. Det ligger i distriktet Landeck och förbundslandet Tyrolen, i den västra delen av landet. Toppen på Furgler är 3 004 meter över havet.
Den högsta punkten i närheten är Hexenkopf, 3 034 meter över havet, sydväst om Furgler.
I omgivningarna runt Furgler växer i huvudsak kala bergstoppar och alpin tundra.